# Mihail Gușuleac
Mihail Gușuleac ( 12 de octubre de 1887, Lucavăț, Vijnița, hoy Ucrania - 11 de septiembre de 1960, Bucarest) fue un botánico rumano, miembro correspondiente (desde 1937) de la Academiei Române.

## Biografía
Fue profesor de la Facultad de Bucarest, Universidad de Bucarest

## Algunas publicaciones
- 1937. Über die Orientierung des Ovulums bei den Boraginaceen und Labiaten, nebst Ausblicken auf das System dieser Familien. Ed. Mühldorf, 26 pp.

- 1928. Die monotypischen und artenarmen Gattungen der Anchuseae (Caryolopha, Brunnera, Hormuzakia, Gastrocotyle, Phyllocara, Trachystemon, Procopiania u. Borago). Ed. F. V. Mühldorf

## Honores

### Membresías
- Academia Rumana
- Academia de Ciencias de Rumania, elegida el 21 de diciembre de 1935.[2]
- La abreviatura «Gușul. o Gusul.» se emplea para indicar a Mihail Gușuleac como autoridad en la descripción y clasificación científica de los vegetales.[3]